# 大和大学の人物一覧
大和大学の人物一覧（やまとだいがくのじんぶついちらん）は、大和大学に関係する人物の一覧記事。

## 創立者および関係者
- 田野瀬良太郎 - 西大和学園創立者、(大和大学初代学長。元衆議院議員（6期）、元自由民主党総務会長（第48代）。
- 田野瀬太道 - 田野瀬良太郎の次男、西大和学園高等学校卒（1993年3月)。衆議院議員(奈良3区、当選3回)、前文部科学副大臣兼内閣府副大臣（菅義偉内閣）。

## 教職員
- 岩田温（元政治経済学部准教授、政治哲学、政治思想）
- 大武健一郎（特任教授）
- 成田吉弘（理工学部教授、北海道大学名誉教授、機械工学）
- 真藤英喜（教育学部准教授、教育学、日本人論）